# ميخائيل يورن بيرغ
ميخائيل يورن بيرغ (بالدنماركية: Michael Jørn Berg)‏ (29 مايو 1955 في الدنمارك - ) هو لاعب كرة يد مملكة الدنمارك. شارك في الألعاب الأولمبية الصيفية 1980.

## وصلات خارجية
- ميخائيل يورن بيرغ على موقع أوليمبيديا (الإنجليزية)